# Fahad al-Marri

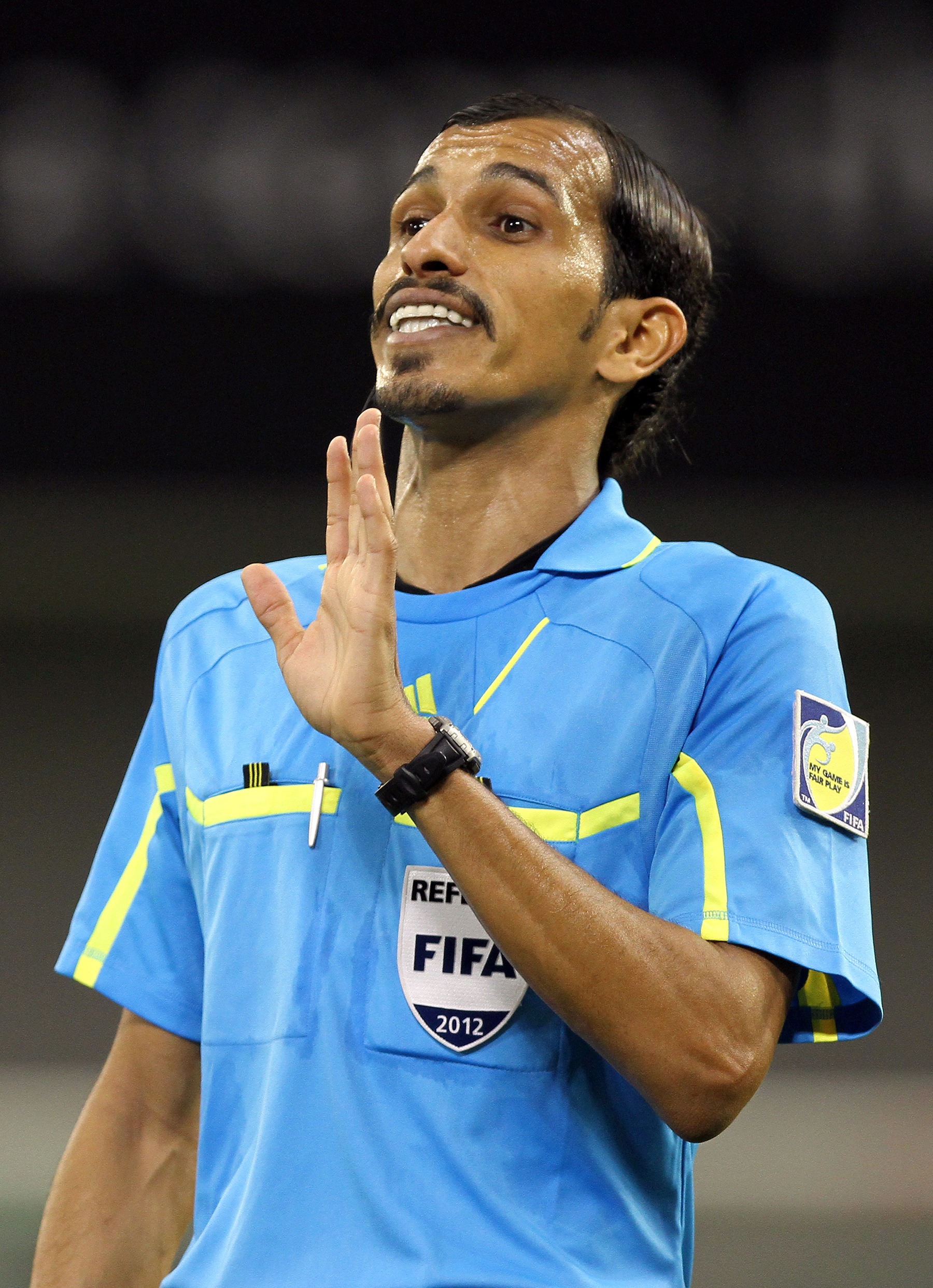
Fahad al-Marri (2012)

Fahad Jaber al-Marri (* im 20. Jahrhundert) ist ein ehemaliger katarischer Fußballschiedsrichter.
Auf nationaler Ebene leitete al-Marri Spiele in der Qatar Stars League.
Von 2012 bis 2018 stand al-Marri auf der Liste der FIFA-Schiedsrichter und pfiff internationale Fußballspiele, unter anderem in der AFC Champions League. Bei der Südostasienmeisterschaft 2014 leitete er ein Spiel in der Gruppenphase. Darüber hinaus hatte er mehrere Einsätze in der Schweizerischen Challenge League.